# Marquesado de Harcourt

Brasão de Armas da Casa dos Harcourt.

O Marquesado de Harcourt foi um título que junto com o de Pariato da França foi dado em 1817 pelo rei Luís XVIII de França a Carlos-Luís-Hector de Harcourt (1743 - 1820), de la branche dos marqueses de Olonde.
- Carlos Luís Hector (1743 - 1820), foi marquês de Harcourt entre 1817 e 1820. Casou em 1767 com Ana Luísa Catarina de Harcourt (1750 - 1823),[1] irmã de Marie-François, duque de Harcourt, de quem teve:
- Amadeu Luís Carlos François (1771 - 1831), marquês de Harcourt entre 1820 e 1831 e filho do anterior. Cascou em 1800 com Elisabeth Sofia de Harcourt (1771 - 1846), de quem teve:
- William Bernard (1801 - 1846), marquês de Harcourt entre 1831 e 1846, filho do anterior e csado em 1837 com Harriet Cavendish (1812 - 1898), de quem teve:
- George (1808 - 1883), marquês de Harcourt, irmão do anterior. Casou em 1841 com Joana Paula de Beaupoil de Sainte-Aulaire (1817 - 1893), de quem teve:
- Bernard Pierre Louis (1842 - 1914), marques de Harcourt entre 1883 e 1914, filho do anterior e casado em 1871 com  Marguerite Armande de Gontaut-Biron (1850 - 1953), de quem teve:
- Etienne (1884 - 1970), marques de Harcourt entre 1914 e 1970, filho do anterior, casou em 1914 com Marie de Curel (1892 - ?) de quem teve:
- Bernard (1919 - 1984), marquês de Harcourt entre 1970 e 1984 e filho do anterior, casou em 1946 com Elizabeth Blanche de Caumont La Force (1923)  de quem teve:
- Jean 1984, filho do anterior.